# Viktor Dubský von Třebomyslice
Viktor Josef Eugen Franz Dubský von Třebomyslice, in ceco: Viktor Josef Eugen František Dubský z Třebomyslic (Vienna, 6 marzo 1834 – Troubky-Zdislavice, 16 luglio 1915), è stato un diplomatico, militare e nobile boemo.

## Biografia

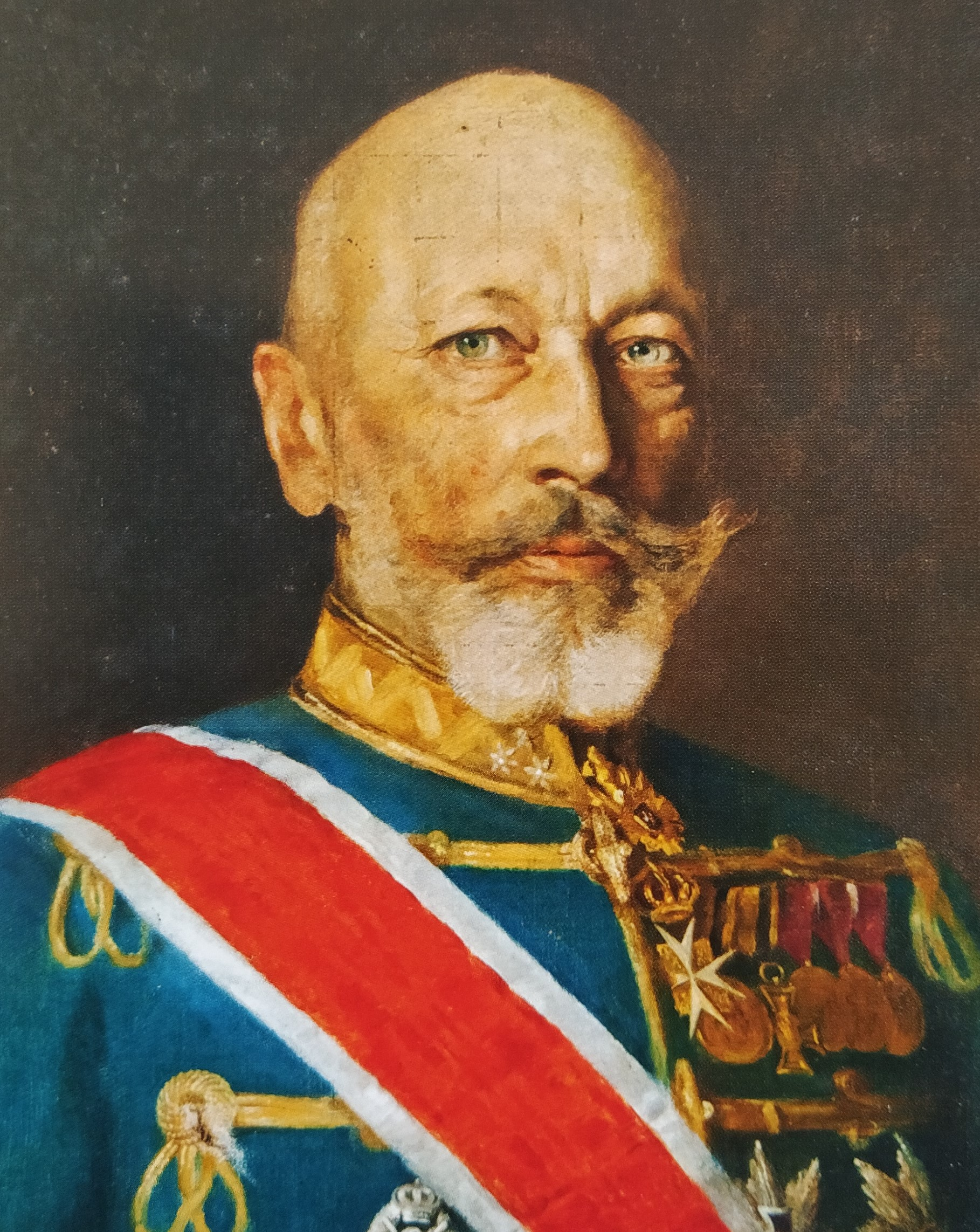
Viktor Dubský von Třebomyslice in un ritratto d'inizio Novecento

Appartenente alla nobile famiglia boema dei Dubský von Třebomyslice che giunse nel XVI secolo in Moravia, Viktor era figlio di František Dubský von Třebomyslice (1784-1873) che nel 1834 ottenne il titolo di conte. František si sposò tre volte e Viktor nacque dal suo secondo matrimonio con Eugenia von Bartenstein (1808-1837). Sorellastra di Viktor fu la famosa scrittrice austriaca Marie von Ebner-Eschenbach (1830-1916).
Viktor studiò alla scuola militare di Vienna e nel 1850 si unì all'esercito imperiale austriaco come cadetto. Nel contempo, dal 1857 iniziò a collaborare col ministero degli esteri austriaco, ricoprendo incarichi diplomatici presso le legazioni di Londra, Bruxelles, Parigi e San Pietroburgo. Nel 1859 prese parte alla guerra in Italia e poi alla guerra austro-prussiana dove però, ancora una volta, si dedicò prevalentemente alla diplomazia. Divenne quindi consigliere d'ambasciata a Madrid (1869-1872) e dal gennaio 1872, per breve tempo, a San Pietroburgo. Dal 1872 al 1877 venne inviato come primo ambasciatore austriaco in Persia e poi, dal 1878 al 1880, ad Atene. Avanzò parallelamente nella gerarchia militare ed ottenne il grado di maggiore generale (1883), di feldaresciallo (1888) ed infine di generale di cavalleria nel 1901. Il culmine della sua carriera diplomatica fu l'incarico di ambasciatore austro-ungarico in Spagna, che ricoprì dal 1888 al 1903. Lasciò il servizio diplomatico nel dicembre 1903 e si ritirò dall'esercito il 1º gennaio 1904. Inoltre, nel 1861 era diventato ciambellano imperiale e dal 1880 fu ammesso nel consiglio segreto imperiale.
Dopo il pensionamento venne ammesso nella Camera dei signori d'Austria. Continuò a rimanere attivo sia in campo benefico sia in quello sociale, rendendo pubblica la propria collezione d'arte spagnola nel suo castello di Jedlovice.
Morì il 16 luglio 1915 all'età di 81 anni nel castello di Zdislavice vicino a Kroměříž.

## Matrimonio e figli
Nel 1873 Viktor sposò la contessa Rosina von Thun-Hohenstein (1848–1931). Da questo matrimonio nacquero i seguenti eredi:
- Helena (1874-1956), sposò il barone Waldemar Thienen-Adlerflycht
- Adolf Osvald (1878–1953)